# Революция и национальности
«Револю́ция и национа́льности» (укр. Революція і національності) — місячник Ради національностей ЦВК СРСР.
Виходив у Москві в 1930–1937. Важливе джерело для вивчення національної політики в СРСР за той період; багато матеріалів стосується України. Видання замінило журнал «Жизнь национальностей», що виходив у Москві 1921–1924.